# Затон Федір Леонідович
Федір Леонідович (Леонтійович) Затон (нар. 1871 — пом. ?) — український радянський партійний діяч, секретар Центральної контрольної комісії КП(б)У. Кандидат у члени Центральної контрольної комісії КП(б)У в листопаді 1920 — грудні 1921 р. Член Центральної контрольної комісії КП(б)У в грудні 1921 — травні 1924 р.

## Біографія
Працював службовцем у місті Харкові.
Член РСДРП(б) з березня 1917 року.
У 1917 році — член Харківської Ради робітничих і солдатських депутатів.
У 1919 році — голова Холодногірського районного комітету КП(б)У міста Харкова, секретар Харківського губернського комітету КП(б)У.
У 1919 році — на відповідальній політичній роботі в штабі 41-ї стрілецької дивізії Червоної армії, яка брала участь в боях з Добровольчою армією генерала Денікіна.
У 1920 році — працівник Організаційного бюро ЦК КП(б)У.
З листопада 1920 року — секретар Центральної контрольної комісії (ЦКК) КП(б)У. Обирався членом Президії ЦКК та членом колегії Народного комісаріату Робітничо-Селянської Інспекції (РСІ) УСРР.
На 1926—1930 роки — голова Всеукраїнського центрального правління професійної спілки Медсанпраці.
Подальша доля невідома.